# ماساتاکا ناکاگاوچی
ماساتاکا ناکاگاوچی (انگلیسی: Masataka Nakagauchi؛ زادهٔ ۲۳ اوت ۱۹۸۵) رقص، بازیگر اهل ژاپن است.